# Buchón colillano
El buchón colillano es una raza de palomo española originaria de la provincia de Sevilla, en  Andalucía. Su nombre se debe a que vuela con la cola completamente abierta y llana. Procede del cruce del buchón gorguero, con el buchón quebrado murciano y el buchón colitejo, un antiguo buchón marchenero más rústico que el actual. Su origen data de principios del siglo XIX, siendo nombrado por Altamira Reventós en 1924. Los colombófilos lo consideran un animal de compañía, de exposición y para concursos de vuelo.